# François Ellenberger
Pour les articles homonymes, voir Ellenberger.
François Ellenberger, né à Lealui (Rhodésie du Nord) le 5 mai 1915 et mort le 11 janvier 2000 à Bures-sur-Yvette, est un géologue français, fondateur du Comité français de recherches sur l'histoire de la géologie (COFRHIGEO).

## Biographie
Il naît dans une famille originaire de Suisse. Son père Victor fut pasteur et missionnaire, et s'attacha à préserver la mémoire des Bushmen. Ses frères Henri Ellenberger, psychiatre, et Paul Ellenberger, paléontologue et pasteur, seront réputés dans leurs disciplines.
Après une scolarité à Montauban, il est admis à l'École normale supérieure en 1935, puis obtient l'agrégation de sciences naturelles en 1937. Ami d'enfance de Bernard Gèze et de Michel Durand-Delga, il oriente ses travaux de recherche vers la géologie et entre dans le laboratoire de Louis Barrabé à la Faculté des sciences de Paris, où il travaille sous la direction de Léon Bertrand.
Fait prisonnier de guerre le 22 juin 1940, il passe 5 ans dans l'Oflag XVII-A à Edelbach (Basse-Autriche).
En captivité, il écrit un ouvrage Le mystère de la mémoire - L'intemporel psychologique éditions du Mont-Blanc qui obtient le 1er prix de psychologie au Concours de la Captivité (YMCA).
De retour à Paris, il s'attaque à la structure géologique des Alpes françaises, et en réalise une cartographie détaillée avec stratigraphie et paléontologie. Il lance l'idée d'un métamorphisme régional post-tectonique et invente le terme de «géosynclinal de nappes». Il soutient sa thèse en 1954 et obtient en 1960 le prix Viquesnel de la Société géologique de France.
Nommé Maître de conférences à la Sorbonne en 1957, il y deviendra professeur titulaire de la nouvelle chaire de Géologie structurale en 1962. En même temps, il est hébergé avec son équipe dans un laboratoire de l'ENS, puis à partir de 1965 à Orsay.
En 1959, il effectue un séjour de recherche au Lesotho en Afrique australe dont il rapporte notamment des enregistrements sonores de musiques traditionnelles tout à fait exceptionnels.
Il coordonne ensuite des groupes de recherche sur la structure de la Montagne Noire et sur les Calédonides.
En 1972, il préside la Société géologique de France. 
À partir de 1972, il s'intéresse sérieusement à l'histoire de la géologie. Il réalise une série de biographies détaillées de James Hutton, Louis Bourguet, Henri Gautier et de nombreux autres géologues de terrain. Il s'interroge sur la raison de la persistance d'erreurs dans les travaux géologiques, les fausses théories, les querelles de chapelle qui priment souvent sur le raisonnement. Il fonde en 1976 le Comité français d'histoire de la géologie (COFRHIGEO), pour lequel il obtient immédiatement le concours actif de André Cailleux, René Taton, Franck Bourdier, Théodore Monod, Jean Orcel et d'autres personnalités connues. Par contre, Claude Allègre ne soutint pas sa démarche.
Après sa retraite il continue ses travaux. Il produit un grand nombre de publications, dont une Histoire de la géologie en deux tomes (1988 et 1994) qui fait référence.
Il laisse le souvenir d'un homme libre, indépendant d'esprit, prompt à dénoncer les doctrines géologiques officielles non fondées sur des arguments de terrain solides.

## Distinctions
- En 1984, il se voit décerner le prix Wegmann de la Société géologique de France[5].
- En 2023, le COFRHIGEO crée un Prix François Ellenberger qui honore les scientifiques ayant œuvré pour l'histoire de la géologie[6]

## Sources
- Hommages et biographies sur le site du COFRHIGEO